# Diane Morgan
Diane Morgan (5 de outubro de 1975) é uma atriz, comediante, apresentadora de televisão e escritora inglesa. Ela é mais conhecida por interpretar Philomena Cunk em Charlie Brooker's Weekly Wipe e em outros mockumentaries, como Liz na sitcom Motherland na BBC Two, e Kath na série de humor ácido da Netflix After Life. Ela também escreveu e estrelou a série de comédia Mandy da BBC Two.

## Primeiros anos de vida
Morgan nasceu em Bolton, na Grande Manchester, em 5 de outubro de 1975, filha de um fisioterapeuta e mãe em tempo integral; ela tem um único irmão. Ela cresceu nas proximidades de Farnworth e Kearsley e frequentou a George Tomlinson School em Kearsley. Quando ela tinha 20 anos, ela estudou na East 15 Acting School em Loughton. Ela disse em uma entrevista em 2020: "Havia alguns atores do lado da família [de meu pai]: Julie Goodyear, Frank Finlay e Jack Wild. Que dinastia. Somos como os Redgraves. Julie tem um toque das Mandys, na verdade. Talvez eu pudesse escalá-la como a mãe de Mandy."

## Carreira
Morgan teve um pequeno papel como Dawn em Phoenix Nights de Peter Kay antes de trabalhar em vários empregos, incluindo assistente de dentista, operador de telemarketing, descascador de batatas em uma loja de batatas fritas, vendedora de produtos da Avon e embaladora de comprimidos de vermes em uma fábrica. Posteriormente, ela fez sua primeira tentativa de comédia stand-up. Ela ficou em segundo lugar no prêmio Hackney Empire New Act of the Year em 2006 e foi vice-campeã no Funny Women Awards de 2006.
Morgan e Joe Wilkinson mais tarde formaram um esquete cômico chamado Two Episodes of Mash. A partir de 2008, eles se apresentaram no Festival Fringe de Edimburgo por três anos consecutivos, e em 2010, eles apareceram no programa satírico de Robert's Web de Robert Webb. Em 2012 o ato completou sua segunda série de rádio da BBC (co-estrelado por David O'Doherty) e apareceu no Live at the Electric da BBC Three.
Em 2012 ela apareceu em Him & Her, tendo Wilkinson no elenco principal, e em 2013 ela interpretou Nicola na série de TV Pat & Cabbage. Em 2014 ela fez uma aparição na série de TV Utopia, como Tess, e em 2015 ela apareceu em dois episódios de Drunk History.

### Philomena Cunk
Morgan é talvez mais conhecida por sua interpretação de Philomena Cunk, uma entrevistadora e comentarista extremamente estúpida e mal informada sobre assuntos atuais. O personagem apareceu pela primeira vez em um episódio do Weekly Wipe de Charlie Brooker (2013–2015). Desde então, Cunk apareceu em outros contextos de mockumentary. Em dezembro de 2016, ela apresentou Cunk on Christmas da BBC Two. Em abril de 2018, o mockumentary histórico em cinco partes Cunk on Britain começou a ser transmitido na BBC Two. Também em 2018, Morgan escreveu Cunk on Everything: The Encyclopedia Philomena, publicado pela Two Roads em 1º de novembro. Em dezembro de 2019 Morgan apareceu como Cunk em episódios curtos de Cunk and Other Humans, mais uma vez na BBC Two. Ela voltou em um episódio único de Charlie Brooker's Weekly Wipe intitulado "Antiviral Wipe", sobre a pandemia de COVID-19, em maio de 2020. Outra série, O Mundo por Philomena Cunk, começou a ser transmitida em setembro de 2022.

### Outros papéis
Morgan interpretou o guru de relações públicas no filme David Brent: Life on the Road (2016) de David Brent. Ela apareceu em vários curtas-metragens, incluindo The Boot Sale, que foi selecionado na competição de curtas-metragens da Virgin Media em 2010.
Em 2016 Morgan interpretou Mandy na comédia Rovers do canal Sky One, aparecendo em todos os seis episódios da primeira série. Ela também apareceu no piloto da comédia da BBC Two We the Jury como Olivia.  Ela também interpreta a recepcionista Talia na comédia dramática da Sky, Mount Pleasant, e Liz na sitcom da BBC Two, Motherland.
Morgan interpreta Kath na série de humor negro da Netflix, After Life, escrita por Ricky Gervais. Ela estrelou a sitcomThe Cockfields, da Gold, novamente ao lado de Wilkinson, e na comédia dramática Frayed em 2019. Nesse mesmo ano ela escreveu, dirigiu e estrelou o curta de comédia da BBC2 Mandy, descrito como "uma comédia de Diane Morgan sobre Mandy, uma mulher que realmente quer um sofá e não vai parar por nada para obtê-lo". Carol Decker apareceu como ela mesma no curta. Ele voltou em agosto de 2020 para a série completa Mandy, com Shaun Ryder, Maxine Peake e Natalie Cassidy como convidados. Um especial de Natal, We Wish You a Mandy Christmas, vagamente baseado em A Christmas Carol, foi transmitido em dezembro de 2021.
Ainda em 2020, Morgan interpretou Gemma Nerrick no mockumentary britânico Death to 2020, criado por Charlie Brooker e Annabel Jones. Ela reprisou o papel em Death to 2021. Ela dublou o personagem 105E na série animada de 2021 do Cartoon Network, Elliott from Earth.
Em abril de 2022, Morgan estrelou como Donna no primeiro episódio da sétima série de Inside No. 9. Em dezembro de 2022, Morgan reprisou seu papel como Liz em Motherland para o especial de Natal.

## Vida pessoal
Morgan mora no distrito de Bloomsbury, em Londres, com seu namorado, o produtor de comédia da BBC Ben Caudell.

## Filmografia
| Year         | Title                         | Role               | Notes                                           |
| ------------ | ----------------------------- | ------------------ | ----------------------------------------------- |
| 2002         | Phoenix Nights                | Dawn               | Episode: "Stars in their Eyes"; uncredited      |
| 2003         | La jalousie                   | Sally              | Short film                                      |
| 2010         | The Boot Sale                 | Diane              | Short film                                      |
| 2010         | Robert's Web                  | Various            | 4 episodes                                      |
| 2011–2012    | Mount Pleasant                | Talia              | 12 episodes                                     |
| 2012         | The Royal Bodyguard           | Sharon             | Episode: "Bullets over Broad Street"            |
| 2012         | Games On                      | Elaine Price       | Episode: "XXXL"                                 |
| 2012         | Get Lucky                     | Claire Trott       | Short film                                      |
| 2012         | The Work Experience           | Susan Butler       | 6 episodes                                      |
| 2012         | Him &amp; Her                 | Gina               | 3 episodes                                      |
| 2012         | Complaints                    |                    | Video short                                     |
| 2013         | Cheese by Mouth               | Val                | Short film                                      |
| 2013         | Pat &amp; Cabbage             | Nicola             | 6 episodes                                      |
| 2013         | Alan Partridge: Alpha Papa    | Girl in crowd      |                                                 |
| 2013–2020    | Charlie Brooker's Weekly Wipe | Philomena Cunk     | 17 episodes                                     |
| 2014         | Utopia                        | Tess               | 2 episodes                                      |
| 2014         | The Mimic                     | Psychoanalyst      | Series 2: Episode 3                             |
| 2014         | Paradise Males                | Pam                | Short film                                      |
| 2014         | What's Wrong?                 | Woman              | Short film                                      |
| 2015         | Baguettes                     | Woman on bench     | Short film                                      |
| 2015         | Uncle                         | Suzan              | Series 2: Episode 5                             |
| 2015         | Three Kinds of Stupid         | Mittens            |                                                 |
| 2016         | Me Before You                 | Sharon             |                                                 |
| 2016         | Rovers                        | Mandy              | 6 episodes                                      |
| 2016         | David Brent: Life on the Road | Briony Jones       |                                                 |
| 2016         | We the Jury                   | Olivia             | Pilot episode                                   |
| 2016         | Damned                        | Phoebe Ravenscroft | Series 1: Episode 4                             |
| 2016–2018    | Cunk on Britain               | Philomena Cunk     | 5 episodes                                      |
| 2016–2022    | Motherland                    | Liz                | 20 episodes                                     |
| 2017         | Funny Cow                     | Margaret           |                                                 |
| 2018         | Chris P. Duck                 | Tracey             | 6 episodes                                      |
| 2018         | Thawed                        | Diane              | Short film; also writer                         |
| 2018–2019    | The Archiveologists           |                    | Voice only; 6 episodes; also writer             |
| 2019         | The Cockfields                | Donna              | 3 episodes                                      |
| 2019         | Cunk & Other Humans on 2019   | Philomena Cunk     | 6 five minute episodes                          |
| 2019–2021    | Frayed                        | Fiona              | 12 episodes                                     |
| 2019–2022    | After Life                    | Kath               | All 18 episodes                                 |
| 2019–present | Mandy                         | Mandy Carter       | 14 episodes; also writer, director and creator  |
| 2020         | Death to 2020                 | Gemma Nerrick      |                                                 |
| 2021         | Elliott from Earth            | 105E               | Voice only; 2 episodes                          |
| 2021         | Intelligence                  | Charlotte          | 3 episodes                                      |
| 2021         | Death to 2021                 | Gemma Nerrick      |                                                 |
| 2022         | Inside No. 9                  | Donna              | Series 7 episode 1                              |
| 2022         | The Sandman                   | Gryphon            | Voice only; Episode: "Dream of a Thousand Cats" |
| 2022         | O Mundo por Philomena Cunk    | Philomena Cunk     | [ 36 ]                                          |
| 2022         | Our Boarding School           | Narrator           |                                                 |